# Šmrekovac
Šmrekovac es un pueblo de la municipalidad de Velika Kladuša, en el cantón de Una-Sana, Bosnia y Herzegovina.

## Superficie
Posee una superficie de 4,47 kilómetros cuadrados.

## Demografía
Hasta 2013 la población era de 288 habitantes, con una densidad de población de 64,5 habitantes por kilómetro cuadrado.